# 1992년 하계 올림픽 양궁
제25회 하계 올림픽 양궁 경기는 1992년 스페인 바르셀로나에서 열렸다.